# آني كليلاند ميلر
آني كليلاند ميلر (بالإنجليزية: Annie Cleland Millar)‏ هي سيدة أعمال نيوزيلندية، ولدت في 15 مارس 1855، وتوفيت في 25 مارس 1939.